# Malverne Park Oaks
Malverne Park Oaks és una concentració de població designada pel cens dels Estats Units a l'estat de Nova York. Segons el cens del 2000 tenia 470 habitants.

## Demografia
Segons el cens del 2000, Malverne Park Oaks tenia 470 habitants, 175 habitatges, i 145 famílies. La densitat de població era de 1.512,2 habitants per km².
Dels 175 habitatges en un 34,3% hi vivien nens de menys de 18 anys, en un 72% hi vivien parelles casades, en un 8% dones solteres, i en un 16,6% no eren unitats familiars. En el 13,7% dels habitatges hi vivien persones soles el 8,6% de les quals corresponia a persones de 65 anys o més que vivien soles. El nombre mitjà de persones vivint en cada habitatge era de 2,69 i el nombre mitjà de persones que vivien en cada família era de 2,94.
Per edats la població es repartia de la següent manera: un 22,8% tenia menys de 18 anys, un 4,5% entre 18 i 24, un 23,4% entre 25 i 44, un 30,2% de 45 a 60 i un 19,1% 65 anys o més.
L'edat mediana era de 45 anys. Per cada 100 dones de 18 o més anys hi havia 87,1 homes.
La renda mediana per habitatge era de 91.208 $ i la renda mediana per família de 91.597 $. Els homes tenien una renda mediana de 56.786 $ mentre que les dones 31.250 $. La renda per capita de la població era de 34.379 $. Cap de les famílies estaven per davall del llindar de pobresa.